# 산호세 샤크스
산호세 샤크스(영어: San Jose Sharks)는 미국 캘리포니아주 산호세에 본거지를 둔 아이스하키 팀이다. 미국·캐나다 통합 리그인 NHL 서부 콘퍼런스 퍼시픽 디비전에 속한다.
1991년 창단되어 1991년 ~ 1992년 시즌부터 NHL 팀으로 활동하고 있다. 신생팀으로 초반에는 하위권에 머물렀으나, 최근에는 퍼시픽 디비전에서 상위권에 이름을 올리고 있다. 2007년 ~ 2008년 시즌 퍼시픽 디비전에서 우승한 이후 2011년 현재까지 4회 연속 우승하였다. 2010년 ~ 2011년 퍼시픽 디비전에서 우승하여 플레이오프에 진출하였고, 웨스턴 콘퍼런스 챔피언 결정전에서 밴쿠버 캐넉스에 패해 스탠리컵 결정전에 진출하지 못했다. 홈링크는 SAP 센터 앳 산호세이다. 한편 이 팀은 대한민국·일본·중국 통합리그인 아시아리그 아이스하키에 진출하여 2007년 차이나 샤크스를 자매팀으로 두기도 했으나, 별다른 성과를 내지 못하여 2009년 철수하였고, 차이나 샤크스는 차이나 드래곤으로 팀명을 바꿨다.

## 역대 홈경기장
| 경기장             | 사용기간      | 수용인원 | 장소                     | 비고                                                                                       |
| ------------------ | ------------- | -------- | ------------------------ | ------------------------------------------------------------------------------------------ |
| 카우 팰리스        | 1991년~1992년 | 11,089명 | 캘리포니아주 데일리 시티 | 빈칸                                                                                       |
| SAP 센터 앳 산호세 | 1992년~현재   | 17,562명 | 캘리포니아주 산호세      | 산호세 아레나(1993년~2001년) 컴팩 센터 앳 산호세(2001년~2002년) HP 파빌리온(2002년~2013년) |

## 선수단

### 명예의 전당 헌액자
- 더그 윌슨
- 에드 벨포어
- 롭 블레이크
- 이고리 라리오노프
- 세르게이 마카로프
- 테무 셀랜네

## 영구 결번
샤크스 구단의 영구 결번은 없다. 다만, 구단은 2000년 네셔널 하키 리그 올스타전에서 웨인 그레츠키를 기념하기 위해 리그 결번된 등번호 99번을 사용할 수 없다.

## 같이 보기
- 스트라이크포스